# 金显宅
金显宅（韓語：김현택，1904年3月7日—1990年9月4日），朝鲜族，中国肿瘤医学奠基人，被誉为中国肿瘤医学之父，曾任全国政协第六、七届常委、九三学社天津市第五届副主任委员、九三学社第七届中央常委、九三学社中央参议委员会常委等职。
金显宅1904年出生于今韩国首尔，1919年参加三一反日运动后流亡中国，1930年入中国籍。1931年从协和医学院取得美国纽约州立大学医学院医学博士学位后，金显宅在协和医院行医，后成为中国首个肿瘤外科的主任。1952年，金显宅在天津市立人民医院成立中华人民共和国建国后的首个肿瘤外科，并使其发展成为中国肿瘤防治的研究中心。1963年，他创办了中国第一份肿瘤学期刊《天津医药杂志肿瘤学附刊》（今《中国肿瘤临床》），1985年发起创建了中国首个肿瘤学专业学会“中国抗癌协会”。
金显宅在肿瘤医学领域多有建树。1937年，他在世界癌症研究领域首次发现“嗜伊红淋巴细胞增生性淋巴肉芽肿”新病，引起广泛影响。1941年，在中国首创“舌癌根治联合切除术”。1959年，在中国首先描述了“腮腺下颌内侧部的肿瘤”。首先在中国推广了乳腺肿瘤以及宫颈癌的临床病理及手术治疗方案。作为中国肿瘤医学开山人，金显宅为中国培养了大批肿瘤专家。

## 生平

### 出身与学历

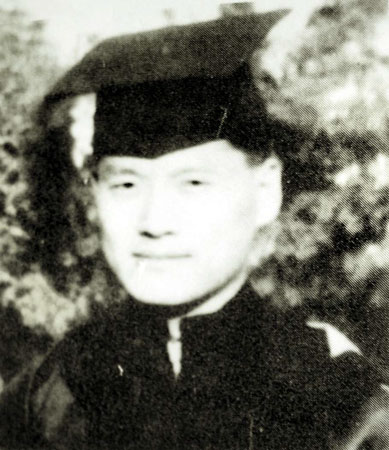
1931年金显宅获得纽约州立大学医学博士时留影

1904年，金显宅出生于朝鲜汉城府（今韩国首尔）。1919年3月，在培才中学上三年级的金显宅与同学们一起参加了三一反日运动。同年6月三一运动遭到日本军国主义镇压后，他的父亲决定让他投靠在中国的哥哥金显国。金显国毕业于汉城医学专科学校，1916年与同窗好友，韩国独立运动家金奎植的侄子金镇成在中国张家口开办了一家规模不大的医院。在哥哥的资助下，金显宅于1920年进入美国人在上海开办的沪江大学附中学习，1923年毕业后被保送到沪江大学医学预科。1926年，他以优异的成绩考入美国洛克菲勒基金會资助建立的北京协和医学院。期间，他于1930年加入中国籍。1931年，金显宅从协和医学院毕业，并取得美国纽约州立大学医学院医学博士学位。

### 协和医院肿瘤科主任
从北京协和医学院毕业后，金显宅留校成为驻院医师。1933年，美国人在协和医院成立了中国首个肿瘤外科。次年，金显宅被协和医院被聘为肿瘤科主治医师，成为中国从事肿瘤研究的第一人。

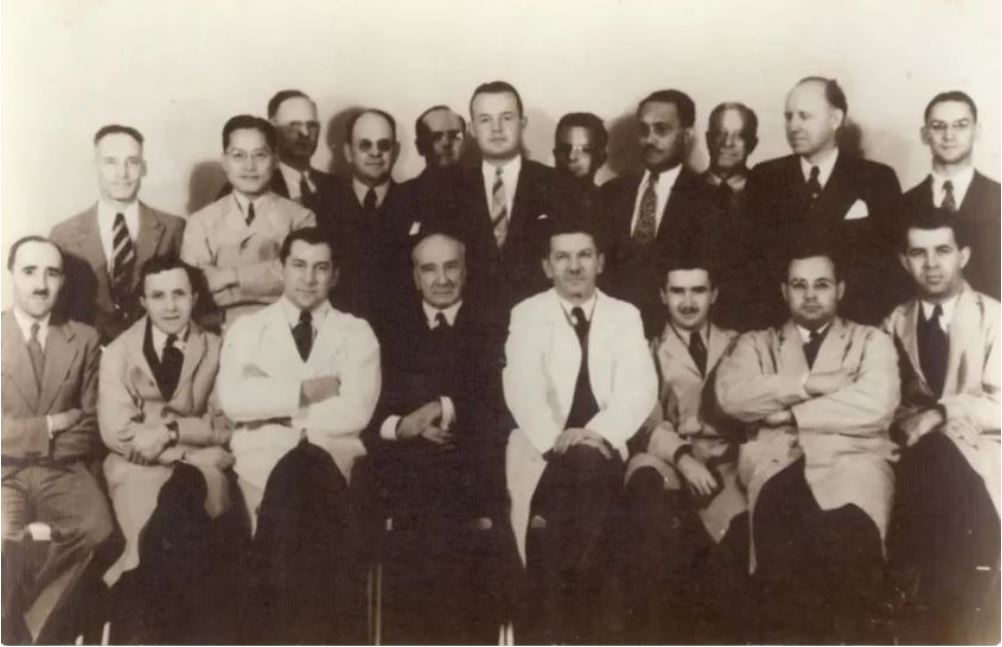
1937年金显宅赴美进修

1937年7月，协和医院派金显宅赴美进修。他在纽约市纪念医院师从詹姆斯·尤因学习肿瘤病理学一年，后在芝加哥肿瘤研究所进修肿瘤临床，主攻放射治疗和肿瘤外科。1939年3月至9月，金显宅先后在英、法、比利时、德、丹麦、瑞典、瑞士和意大利等国肿瘤医院和研究中心考察，同年10月回到北京。回国后，他晋升为协和医院肿瘤科主任，并被聘为协和医学院外科副教授。
1941年12月日本突袭珍珠港后，日美宣战。1942年，日本占领了美国人经营20余年的协和医学院，协和医院被迫关闭。金显宅与卞万年、卞学鉴、方先之、关颂凯等协和医生和教授迁往天津，并合资买下当地“恩光医院”，迅速将其扩充成为科室众多的综合性诊所，金显宅任外科和肿瘤科主任。1945年11月，他在二战结束后再次应邀赴美国芝加哥进修1年3个月。

### 天津市肿瘤医院院长
1949年1月，解放军进驻天津。1950年12月，朱宪彝、方先之、金显宅和范权等教授起草了《筹建天津医学院说明书》呈送时任天津市长黄敬，促成天津医学院（今天津医科大学）的建立。1951年6月16日，天津医学院正式成立时，聘金显宅被为教授。同年，金显宅参加了抗美援朝志愿医疗队。同年，天津市政府接管了英国传教士在天津经营的马大夫纪念医院，将其改名为天津市立人民医院。1952年，金显宅在天津市立人民医院成立中国第一个肿瘤科并任首任主任。此后，天津市立人民医院逐渐发展成为肿瘤专科医院，1986年改名为天津市肿瘤医院。
1963年，金显宅创办了中国第一份肿瘤学期刊《天津医药杂志肿瘤学附刊》（今《中国肿瘤临床》），并任主编。文化大革命期间，金显宅被扣上“反动学术权威”的帽子，遭到迫害，被劳动改造，抄家。1972年，刚解除劳改的金显宅为年逾九十且多病的马寅初成功实施了直肠癌手术，直到马寅初十年后去世时，癌细胞未见扩散，堪称医学奇迹。同年，他开始担任天津市肿瘤研究室主任，1977年研究室升级为天津市肿瘤研究所后任副所长。1979年，金显宅开始担任《中华肿瘤杂志》主编和中华医学会肿瘤分会副主任委员，1980年开始任天津市立人民医院院长兼天津市肿瘤研究所所长。1981年，他主持召开了全国肿瘤医师进修班第一届学术交流会。1983年，金显宅不再担任医院及研究所领导职务后，被聘为天津市立人民医院名誉院长和天津市肿瘤研究所名誉所长。1984年，他在其主持召开的中国第一届国际乳腺癌学术会议上发起成立“中国抗癌协会”的倡议。次年，中国首个肿瘤学专业学会中国抗癌协会正式成立，金显宅被选举为协会名誉主席。1984年，金显宅成为美国肿瘤外科学会荣誉会员，1988年8月成为美国临床肿瘤学会会员。

### 病逝
1990年9月4日，金显宅因败血症在天津逝世。病重期间，中共中央政治局常委李瑞环曾亲自看望。

## 学术与育人

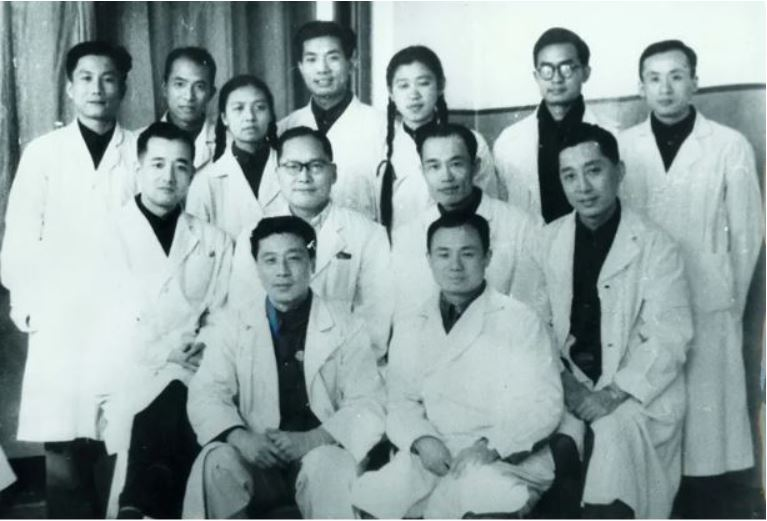
第一届全国肿瘤临床医师进修班

金显宅著有《肿瘤学讲义》、《实用肿瘤学》、《肿瘤临床手册》、《乳腺癌的研究》等专著，在国内外医学期刊发表论文100余篇，其中英文论文25篇。他于1934年首次成功地进行了丙射线所致白细胞减少症的研究，1937年在世界上率先发现嗜伊红细胞增生性淋巴肉芽肿病，1941年在中国首创“舌癌根治性联合切除术”，并首先推广了乳腺癌及头颈部肿瘤的临床诊断、病理诊断与手术治疗，1959年在国内首先报导了“腮腺下颌内侧部的肿瘤”。
1951年6月16日，天津医学院正式成立时，聘金显宅被为教授。1954年，金显宅受卫生部委托，在天津市立人民医院举每年举办一期全国肿瘤医师进修班，旨在为中国培养肿瘤学医生，金显宅自主持并主讲主要课程。文化大革命期间，进修班被迫中断了7年。截至1990年，金显宅的进修班一共举办了23届，培养了400多名学生，其中包括王德元、张天泽、金家瑞、李树玲、王德延等中国著名肿瘤学专家。他培养的学生成为了中国各地肿瘤学科的领头人，创建或参与建立了浙江省肿瘤医院、中山医学院附属肿瘤医院和肿瘤研究所、湖北省肿瘤医院和肿瘤研究所、吉林省肿瘤医院、山东省肿瘤医院、福建省肿瘤医院、河北省肿瘤研究所等肿瘤医院和研究所，并创办编辑了《癌症》、《实用肿瘤杂志》、《肿瘤防治研究》、《中国抗癌报》等中国肿瘤学杂志和报刊。

## 纪念

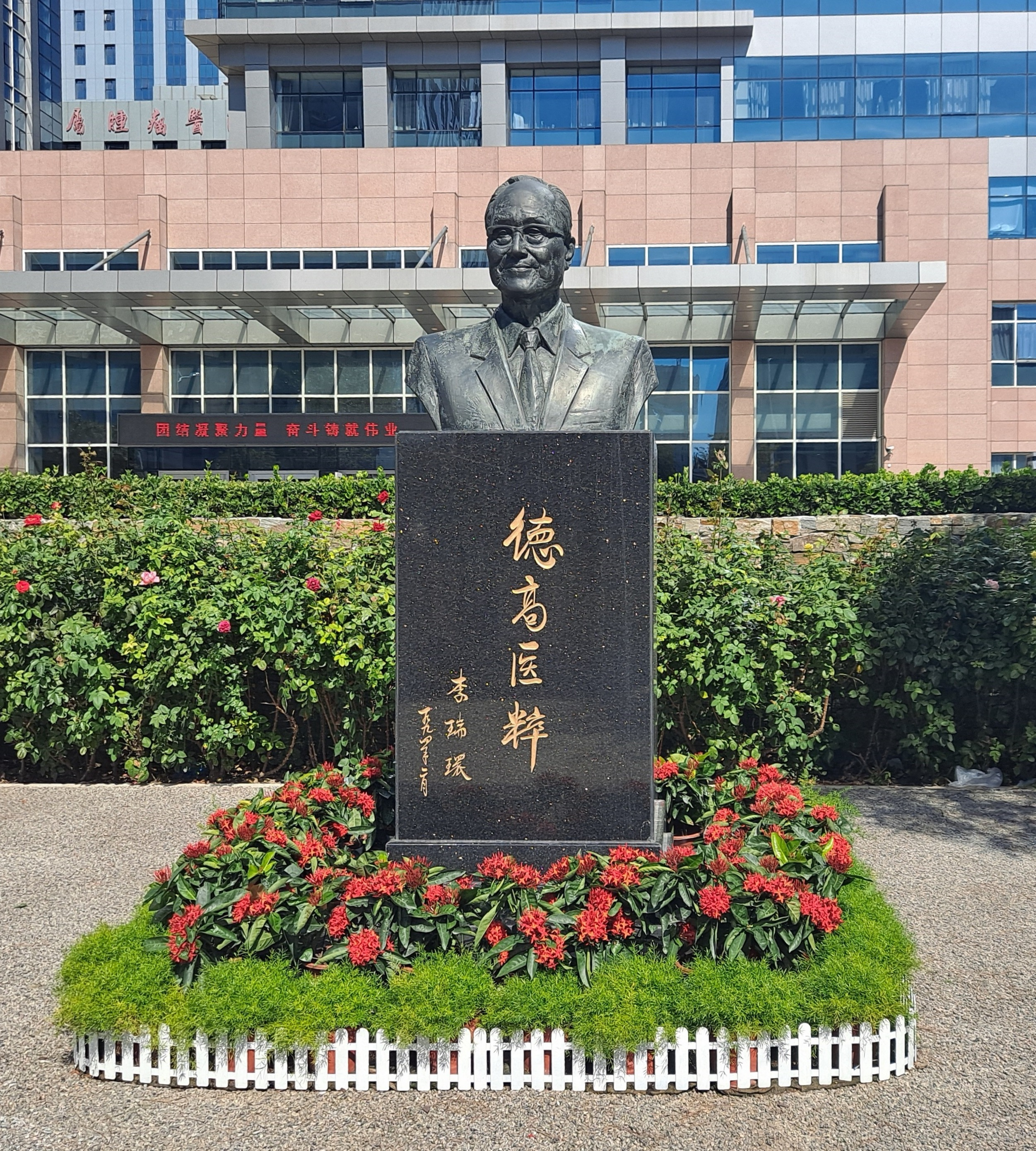
天津市肿瘤医院金显宅铜像

- 1989年10月在全国肿瘤医师进修班第二届学术交流会上，金显宅被誉为“中国肿瘤医学之父”[16]。
- 1994年金显宅诞辰90周年之际，天津市肿瘤医院经中共中央宣传部批准为其塑立铜像，李瑞环题词：“德高医粹”。金显宅抗癌基金会也于同年成立[17][10][18]。
- 2004年，天津市肿瘤医院为纪念金显宅诞辰100周年，举行了发行金显宅个性化纪念邮票，出版金显宅纪念文集，拍摄大型纪录片《中国肿瘤医学之父——金显宅》，举办“纪念金显宅教授诞辰一百周年国际肿瘤学术论坛”等纪念活动[15]。
- 2024年，天津电视台为纪念金显宅诞辰120周年播放了纪录片《克癌泰斗：金显宅》[19]。
- 2024年4月25日，金显宅教授诞辰120周年暨中国抗癌协会成立40周年文化活动及系列学术活动在天津举行[20]。

## 家庭
- 妻子：吴佩球（汇丰银行天津分行经理吴调卿长孙女）
  - 长女：金芸培（钢琴家在美国音乐学院任教）
  - 二女：金蓉培（天津卫生防治中心主任医师）
  - 长子：金文培 （医学博士，美国纽约州立医院麻醉师）